# صقير إفريقي
صُقَيِّر إفريقي (الاسم العلمي: Falco cuvierii)، نوع صغير من الطيور الجارحة يتبع فصيلة الصقريات.

## الوصف
هو صُقَيِّر صغير نحيف ذو أجزاء علوية سوداء وأجزاء سفلية حمراء داكنة مع خدود وقفا وحلق حمراء اللون. من مسافة قريبة يمكن رؤية خطوط سوداء على الحلق والجوانب. جلد الوجه والأقدام صفراء اللون. الصُقيرات اليافعة بنية اللون من الأعلى مع خطوط أدكن على الأجزاء السفلية وأفتح على الخد والقفا والحلق. يبلغ طولها 20 سنتيمترًا (7.9 بوصة) ويبلغ طول جناحيها 70 سنتيمترًا (28 بوصة).

## الموئل
توجد هذه الطيور في الغالب على حواف الغابات الرطبة، وتنتشر بشكل أكبر في غابات السافانا وأشجار النخيل في مناطق الغرب والغربية من شرق إفريقيا. وهي أقل انتشارًا في وسط إفريقيا وشمال شرق إفريقيا.